# Rote Rosen, rote Lippen, roter Wein
Pour plus de détails, voir Fiche technique et Distribution.
Rote Rosen, rote Lippen, roter Wein (en français, Roses rouges, lèvres rouges, vin rouge) est un film allemand réalisé par Paul Martin sorti en 1953.

## Synopsis
1944. Le marchand d'art Herbert Thormann et sa secrétaire Nora Kruger vivent dans le château de la comtesse Waldenberg. Thormann habite et travaille effectivement en Italie, où il veut revenir à la fin de la guerre - avec Nora comme son épouse. Elle est surprise par sa demande de mariage, d'autant qu'elle est tombée amoureuse du capitaine Hans Westhoff en permission encore quelques jours qu'elle veut passer avec lui. Quelque temps après, une nouvelle annonce la mort de Westhoff à la guerre en Italie, Nora est profondément ébranlée. Après la guerre, elle revient vivre à Munich et reprend des études d'histoire de l'art qu'elle avait interrompues à cause de la guerre.
Herbert demande d'être sa secrétaire, de vivre en Italie et après quelques hésitations, Nora accepte l'offre. Mais Hans Westhoff vit encore en Italie. Il a déserté avec son ami Alfred et vit dans le désert, où Alfred lui apporte de la nourriture. Il voudrait revenir en Allemagne, il s'empare d'une Jeep américaine et se retrouve impliqué dans une fusillade avec des pillards italiens, dans laquelle un GI est tué. Hans peut fuir, mais il est maintenant recherché par la police comme le chef présumé des voleurs. Le vrai chef, le Polonais, lui fournit un faux passeport sous le nom de Braun, ce qui lui permettrait d'aller en Allemagne. À ce moment, Hans voit Nora dans un bar accompagné par Herbert Thormann et apprend de Bianca, la petite amie d'Alfred, que Nora va se marier avec Herbert. Il ne va pas voir Nora et conserve son idée d'évasion. Mais il ne sait pas que le Polonais veut assassiner le témoin du meurtre du GI. Deux autres participants de la fusillade veulent prendre la place du Polonais et le désignent à la police.
Nora a fait le deuil de Hans. Même si elle ne l'aime pas, elle accepte la deuxième proposition en mariage de Herbert. Peu de temps plus tard, elle croise accidentellement Alfred en ville. Il l'amène dans un bar où se trouve Hans, ils passent la nuit ensemble. Au port, la police fait une descente pour arrêter à la fois Hans et le Polonais. Lorsque la police arrive dans le bar, Hans s'enfuit. Le lendemain, Nora demande à Herbert qui a des relations avec le préfet de police un faux passeport pour un ancien soldat nommé Braun qui veut revenir en Allemagne. Le préfet de police informe Herbert que Braun est en fait Hans, qu'il est l'assassin d'un GI, que Nora a été interrogée dans un bar miteux où l'on a vu avec un homme. De retour à la villa, Herbert demande des explications à Nora. Elle lui avoue tout et croit à l'innocence de Hans. Herbert promet d'aider Hans, à la condition que Nora le quitte. Nora accepte et quitte Hans pour Herbert. Herbert apprend par le préfet que Hans est innocent et obtient le faux passeport. Il ne le dit pas à Nora.
Le lendemain matin, Herbert trouve Nora sans vie. Elle s'est suicidée, mais il parvient à la sauver. Herbert accepte l'amour de Nora pour Hans et la libère. Elle retourne à Waldenburg, où elle tombe joyeusement dans les bras de Hans.

## Fiche technique
- Titre : Rote Rosen, rote Lippen, roter Wein
- Réalisation : Paul Martin assisté de Maria von Frisch
- Scénario : Bobby E. Lüthge (de), Jacob Geis, Paul Martin
- Musique : Wolfgang Zeller
- Direction artistique : Erich Kettelhut, Max Vorwerg
- Photographie : Albert Benitz
- Son : Fritz Schwarz
- Montage : Martha Dübber (de)
- Production : Willie Hoffmann-Andersen
- Sociétés de production : Apollo-Film-Produktion
- Société de distribution : Deutsche London-Film Verleih
- Pays d'origine :  Allemagne de l'Ouest
- Langue : allemand
- Format : Noir et blanc - 1,37:1 - Mono - 35 mm
- Genre : Drame
- Durée : 100 minutes
- Dates de sortie :
  -  Allemagne de l'Ouest : 18 septembre 1953.
  -  Finlande : 19 novembre 1954.
  -  France : 25 février 1955[1].

## Distribution
- Gardy Granass (de) : Nora Krüger
- John van Dreelen : Hans Westhoff
- Rolf von Nauckhoff : Herbert Thormann
- Margarete Haagen : La mère de Westhoff
- Lil Dagover : La comtesse Waldenberg
- Hans Richter : Alfred Berg
- Siegfried Breuer : Le préfet de police
- Peter Mosbacher : Le Polonais
- Jeanette Schultze (de) : Bianca, jeune Italienne
- Hans Stiebner : Le propriétaire du bar
- Otto Gebühr : La maire
- Arno Paulsen : Spaller
- Stanislav Ledinek : Nikola Petrovic
- Herbert Weißbach (de) : Le joueur de skat

## Source de la traduction
- (de) Cet article est partiellement ou en totalité issu de l’article de Wikipédia en allemand intitulé « Rote Rosen, rote Lippen, roter Wein » (voir la liste des auteurs).